# Bububu
Bububu è una città nell'isola di Unguja in Tanzania, la principale isola dello Zanzibar. Si trova nella costa centro-occidentale, 10 chilometri a Nord della capitale di Zanzibar Stone Town.
La città è prevalentemente una città industriale densamente popolata, ma è anche conosciuta per la sua spiaggia, una delle migliori nelle vicinanze della capitale.
Il primo tratto di ferrovia di Zanzibar fu costruito nel 1905 per collegare Bububu a Stone Town.